# مايكل إي. ريان
مايكل إي. ريان (بالإنجليزية: Michael E. Ryan)‏ هو ضابط أمريكي، ولد في 24 ديسمبر 1941 في سان أنطونيو في الولايات المتحدة.

## وصلات خارجية
- مايكل إي. ريان على موقع إن إن دي بي (الإنجليزية)